# Transformación temática
La transformación temática (también conocida como metamorfosis temática y desarrollo temático) es una técnica musical en la que un leitmotiv o tema es desarrollado mediante el cambio usando permutación (transposición o modulación, inversión y retrogrado), aumentación, disminución y fragmentación. 
Fue desarrollada y aplicada principalmente por Franz Liszt y Hector Berlioz. La técnica es esencialmente una variación. Se repite un tema básico a lo largo de una obra musical, pero sufre constantes transformaciones y disfraces, y se emplea para aparecer en diferentes papeles contrastantes. Sin embargo, las transformaciones de este tema servirán siempre al propósito de «unidad en la diversidad» que fue el papel arquitectónico de la forma sonata en la sinfonía clásica. La diferencia aquí es que la transformación temática puede acomodar las frases cargadas de dramatismo, melodías altamente coloridas y armonías atmosféricas favorecidas por los compositores románticos, mientras que la forma sonata se orientó más hacia las características más objetivas de la música absoluta. Además, si bien la transformación temática es similar a la variación, el efecto suele ser diferente, ya que el tema transformado tiene una vida propia y ya no es hermano del tema original.

## Desarrollo
Liszt no fue el primer compositor que usó la transformación temática. Ludwig van Beethoven ya la había usado en su Quinta Sinfonía y Novena Sinfonía, donde el tema de la «Oda a la alegría» fue transformado en una marcha turca, completada con platillos y baterías. Franz Schubert usó la metamorfosis para unir los cuatro movimientos de su Wanderer-Fantasy, una obra que influyó enormemente a Liszt. Sin embargo, Liszt perfeccionó la técnica creando estructuras enteras a partir de la metamorfosis. Pudo haber tenido experiencia ya con la metamorfosis temática de varias formas en sus primeras fantasías operísticas e improvisaciones y también fue llevada a la práctica la exposición monotemática empleada por Liszt en muchas de sus obras originales, incluyendo la mayoría de sus Études d'exécution transcendante.

## Controversia
Los críticos conservadores de la época de Liszt veían la transformación temática como una mera sustitución de repetición para el desarrollo musical requerido por la forma sonata. Sin embargo, las melodías de atmósfera evocadora que los compositores románticos como Liszt preferían les dejaron muy pocas opciones. Estas melodías, completas por sí mismas, ya tenían toda la emoción e interés musical que se podría esperar, por lo tanto, no podrían desarrollarse aún más. La única vía abierta era sustituir una forma de repetición por un verdadero desarrollo, en otras palabras, decir de una manera diferente lo que ya se ha dicho y confiar la belleza y la importancia de lo que son fundamentalmente las variaciones a suplir el lugar de la sección de desarrollo exigida por la forma sonata. Por otra parte, la propia opinión de Liszt de la repetición es más positiva que la de sus críticos. Escribió: «Es un error considerar a la repetición como la pobreza de la invención. Desde el punto de vista del público es indispensable para la comprensión de la idea, mientras que desde el punto de vista del arte es casi idéntico a las exigencias de claridad, estructura y eficacia».

## Legado
Con el perfeccionamiento de esta técnica compositiva, Liszt hizo que algunos críticos la consideraran una contribución duradera a la historia de la forma musical, ya que la transformación temática se convirtió en una técnica habitual en la música de finales del siglo XIX, especialmente empleada por los seguidores de Liszt. El especialista en Liszt Humphrey Searle señala que «los métodos de Schönberg, por ejemplo, usa precisamente los métodos de transformación temática de Liszt dentro del marco de un lenguaje [musical] completamente diferente». Richard Wagner, Gustav Holst y John Williams han usado en gran medida la transformación temática en sus composiciones.